# در ساعت تنهایی
 «ساعت تنهایی» آلبومی از سم اسمیت است که در سال ۲۰۱۴ میلادی منتشر شد.
این آلبوم در چارت‌های بریتانیا در رتبه اول و در چارت‌های هلند، استرالیا، دانمارک، اسکاتلند، ایرلند، سوئیس، نیوزلند جزو ده آلبوم اول قرار گرفت.
این آلبوم نامزد بهترین آلبوم سال ۲۰۱۴ در جوایز موسیقی بریتز شده است.